# Heterachthes nobilis
Heterachthes nobilis là một loài bọ cánh cứng trong họ Cerambycidae.